# Wühler
Die Wühler (Cricetidae) sind eine Säugetierfamilie der Mäuseartigen und fassen die Wühlmäuse, die Hamster und die Neuweltmäuse zusammen.
Aufgrund morphologischer Befunde wurde schon länger eine Verwandtschaft dieser Gruppen angenommen, die heute durch genetische Untersuchungen bestätigt ist. Es ist eine artenreiche Gruppe, die knapp 700 Spezies leben in Amerika und Eurasien.
Folgende fünf Unterfamilien werden unterschieden:
- Wühlmäuse (Arvicolinae)
- Hamster (Cricetinae)
- Neotominae
- Sigmodontinae
- Tylomyinae

Die drei letztgenannten Gruppen werden auch als Neuweltmäuse zusammengefasst.